# Nascita di Venere (Gérôme)
La nascita di Venere (La Naissance de Vénus), anche noto come La stella (L'étoile), è un dipinto di Jean-Léon Gérôme, realizzato nel 1890. L'opera venne venduta all'asta nel 1991 e attualmente si trova in una collezione privata.

## Descrizione
Jean-Léon Gérôme era un esponente dell'accademismo, l'arte francese ottocentesca basata sulle accademie di Belle Arti. Durante la sua vita egli si ispirò molto alla mitologia greco-romana e si specializzò anche nel nudo artistico femminile. L'opera raffigura la nascita di Venere, la dea dell'amore nella mitologia romana. La dea emerge dal mare, sopra una piccola onda, circondata da decine di putti, uno dei quali regge con una mano una mela aurea che ricorda il pomo della discordia, che nel mito del giudizio di Paride veniva dato alla dea dell'amore. A differenza di molte altre opere sullo stesso tema artistico, che in realtà raffigurano l'arrivo della dea presso l'isola di Cipro, questo quadro ritrae proprio il momento della nascita della dea. Sullo sfondo un'isola si staglia all'orizzonte.

## Nelle opere successive di Gérôme

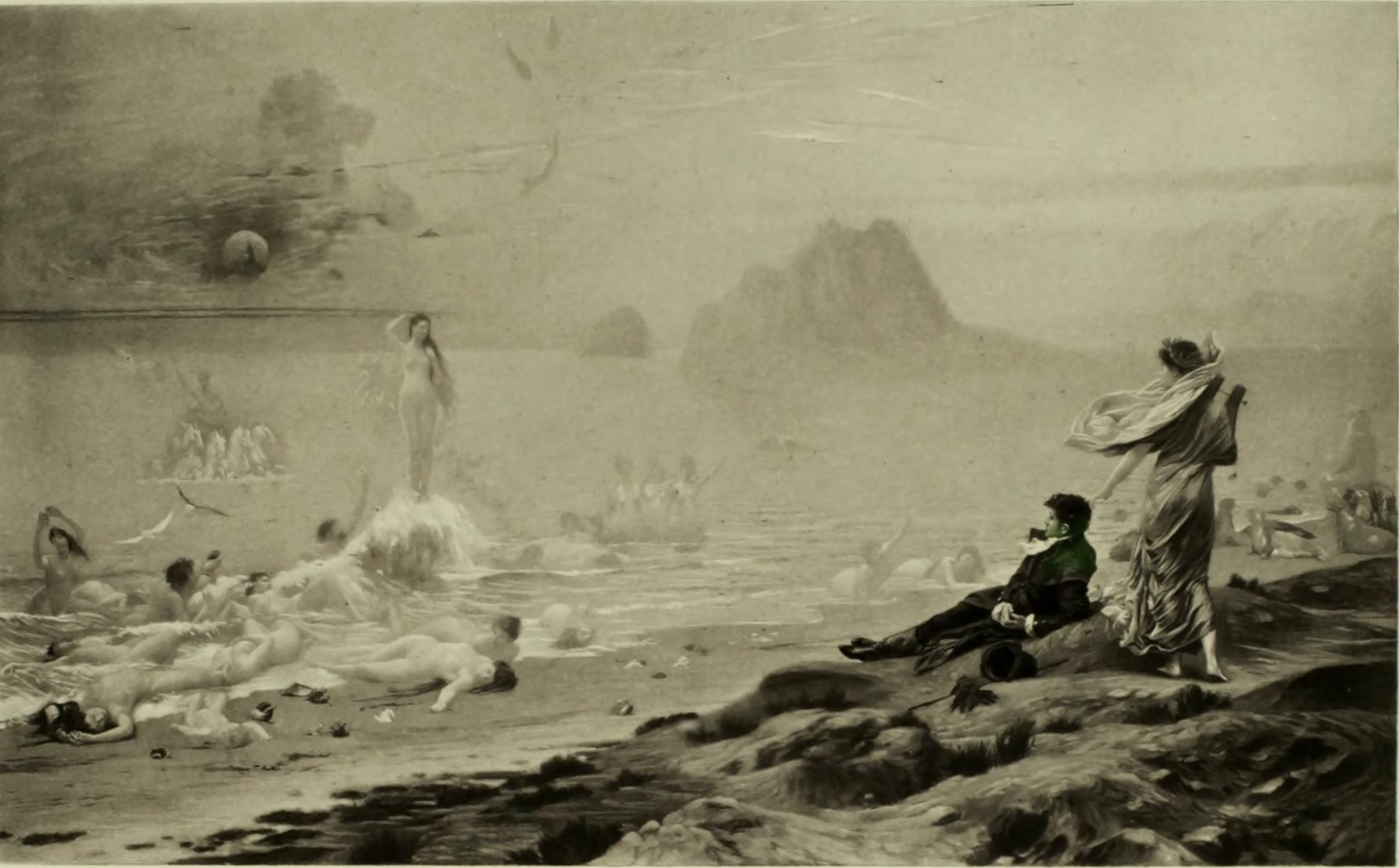
Il poeta, un'altra opera dell'artista dove è presente una citazione della Nascita di Venere

In un'altra opera di Gérôme, Il poeta, è presente una citazione di quest'opera. Nel dipinto, un poeta accanto a una musa (che, a sua volta, riprende la Betsabea dello stesso artista) osserva il mare, nel quale si trovano varie Nereidi: una di queste si trova sopra un'onda e assume la stessa posa della Venere del quadro del 1890.